# 吴节民
吴节民（？—？），福建南安人，清朝政治人物。廪贡出身。
吴节民曾于1732年接替王乔林任松江府知府一职，1733年由汪德馨接任。